# Jean Karl Vernay

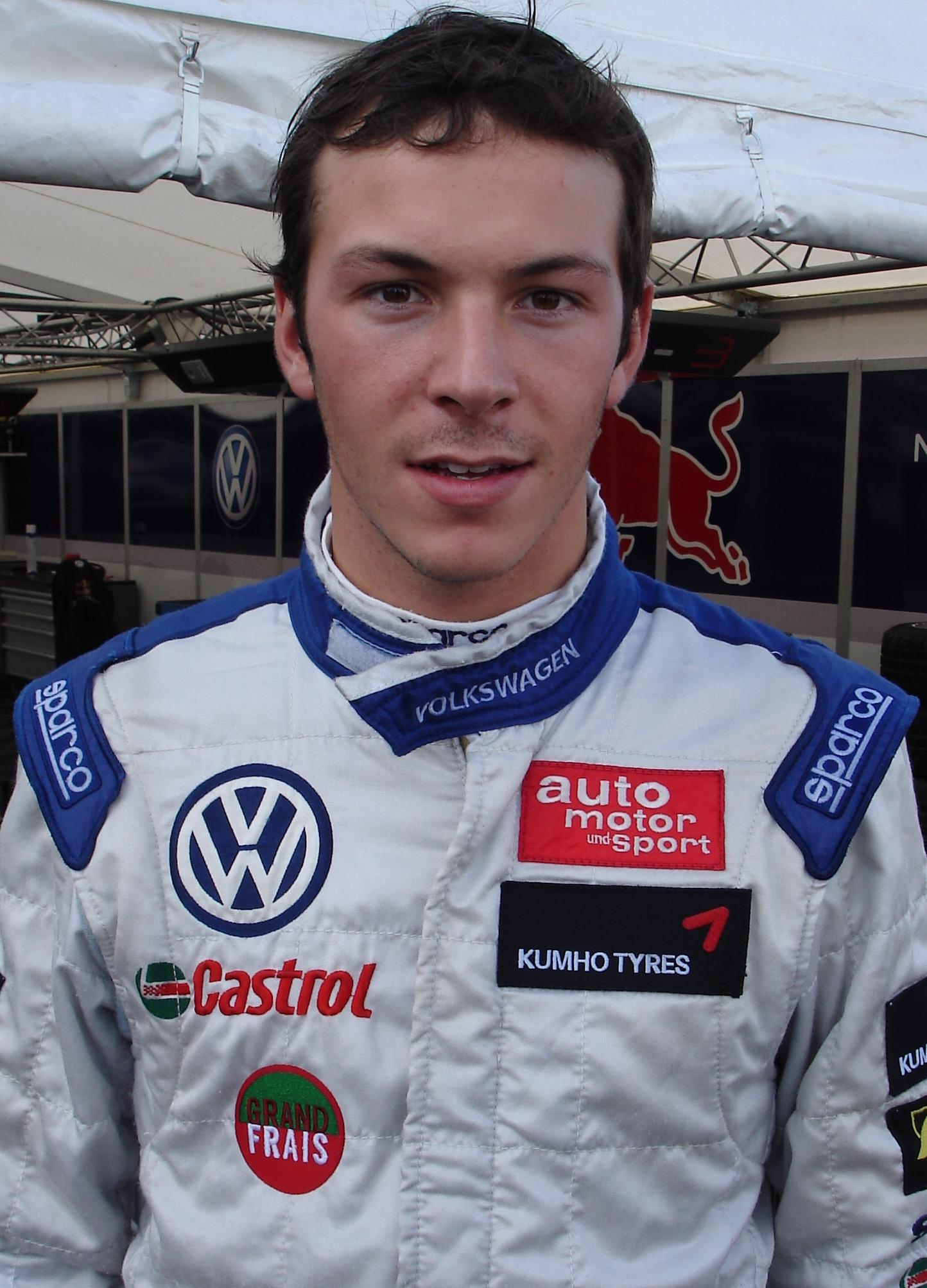
Jean Karl Vernay, 2009

Jean Karl Vernay (Villeurbanne, Rhône, 31 oktober 1987) is een Frans autocoureur die anno 2010 in de Indy Lights rijdt.

## Carrière
- 2005: Franse Formule Campus, team La Filière (4 overwinningen, kampioen).
- 2006: Franse Formule Renault 2.0, team SG Formula (2 overwinningen, 2e in kampioenschap).
- 2006: Eurocup Formule Renault 2.0, team SG Formula (2 races).
- 2006-07: A1GP, team A1 Team Frankrijk (4 races).
- 2007: Formule 3 Euroseries, team Signature-Plus.
- 2008: Formule 3 Euroseries, team Signature-Plus.
- 2009: Formule 3 Euroseries, team Signature-Plus (2 overwinningen).
- 2009: Grand Prix van Macau, team Signature (pole position, 2e).
- 2010: Indy Lights, team Sam Schmidt Motorsports (1 overwinning, kampioenschapsleider).

## A1GP resultaten
| Jaar    | Inschrijving      | 1       | 2       | 3       | 4       | 5       | 6       | 7       | 8       | 9       | 10      | 11      | 12      | 13      | 14      | 15      | 16      | 17         | 18         | 19         | 20        | 21      | 22      | Rang | Punten |
| ------- | ----------------- | ------- | ------- | ------- | ------- | ------- | ------- | ------- | ------- | ------- | ------- | ------- | ------- | ------- | ------- | ------- | ------- | ---------- | ---------- | ---------- | --------- | ------- | ------- | ---- | ------ |
| 2006-07 | A1 Team Frankrijk | NED SPR | NED FEA | CZE SPR | CZE FEA | BEI SPR | BEI FEA | MAL SPR | MAL FEA | IND SPR | IND FEA | NZL SPR | NZL FEA | AUS SPR | AUS FEA | RSA SPR | RSA FEA | MEX SPR NF | MEX FEA 20 | SHA SPR NF | SHA FEA 8 | GBR SPR | GBR FEA | 4    | 67     |